# Marta Flantz
Marta Flantz también escrito como Flanz (1885 – 1938) fue una actriz y directora de cine polaca de habla alemana. 

## Trayectoria

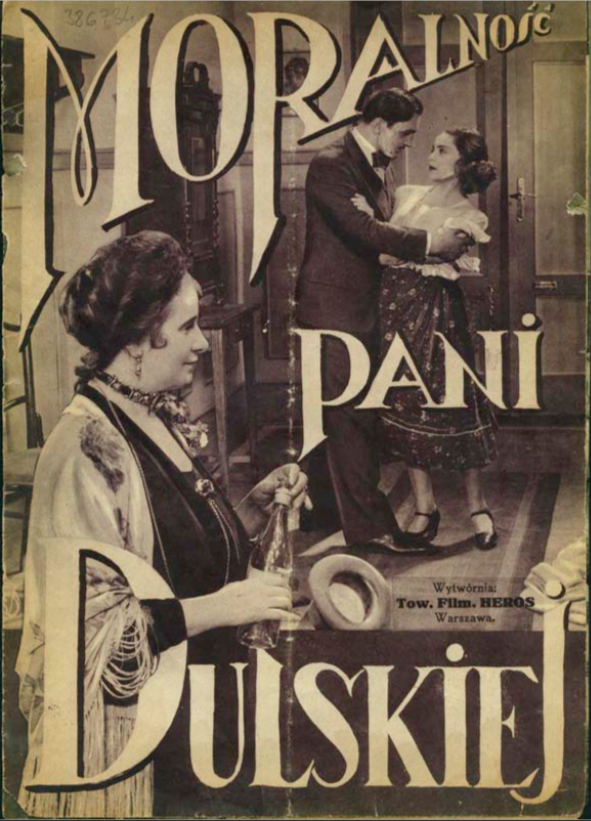
Portada de un folleto promocional de La moral de la Sra. Dulska con Flantz al frente.

Marta Flantz nació en 1885. Estudió interpretación en Viena con Max Reinhardt. Flantz estuvo casada con el director de cine Bolesław Land.  Junto con Nina Niovilla,  Stanisława Perzanowska, codirectora de Jego wielka miłość (1936) y Wanda Jakubowska, fue una de las cuatro mujeres que dirigieron largometrajes en la Segunda República polaca. 
En 1929, Flantz interpretó el papel principal en Moralność pani Dulskiej  (La moralidad de la señora Dulska) (1930), la primera película sonora polaca, una adaptación de la obra de teatro de Gabriela Zapolska con el mismo título.Flantz también fue codirectora de las escenas sonoras. Como actuó en alemán, su papel tuvo que ser doblado.  Su actuación recibió críticas favorables.
En la década de 1930, Flantz se unió a la productora Leo-Film dirigida por Maria Hirszbein. Flantz, junto con Bolesław Land, escribió el guion de Prokurator Alicja Horn (1933), basado en la novela de Tadeusz Dołęga-Mostowicz. Flantz codirigió la película junto con Michał Waszyński. Dos años más tarde, fue la directora de la comedia romántica Kochaj tylko mnie producida por Leo-Film. Los papeles principales fueron interpretados por: la debutante Lidia Wysocka, Kazimierz Junosza-Stępowski, Michał Znicz, Witold Zacharewicz y Helena Grossówna. La película sigue los romances de una estrella de teatro.
Flantz murió en 1938.

## Filmografía
- 1929: Policmajster Tagiejew, donde interpretó  el papel de Ciotunia.[1]
- 1930: Moralność pani Dulskiej, interpretó a Aniela Dulska y llevó la dirección de escenas sonoras.[7]
- 1931: Uwiedziona, interpretó a Madame.[1]
- 1933: Prokurator Alicja Horn, realizó el guion y la dirección.[1]
- 1935: Kochaj tylko mnie, se encargó de la dirección.[1]